# Palpimanidae
Palpimanidae (лат.) — семейство аранеоморфных пауков. Насчитывает 157 видов, подразделяемых на 20 родов. Распространены в Южной и Западной Европе, Африке, Азии и Южной Америке.

## Строение
Пауки средних размеров. Карапакс (спинной щит головогруди) сильно склеротизирован. Глаз 8 или 6, в последнем случае редуцируется задняя медианная пара. Кутикула брюшка в большей или меньшей степени кожистая, равномерно опушённая, всегда склеротизирована в эпигастрической области (передней части вентральной стороны брюшка). Хорошо развита только передняя пара паутинных бородавок, средняя и задняя пары редуцированы; 4-я пара паутинных бородавок редуцирована до колулюса (шёлк не крибеллятный). Передняя пара ходных ног более мощная, чем остальные, приподнята во время движения.

## Список родов
- Chediminae Thorell, 1870
  - Badia Roewer, 1961 — Сенегал
  - Boagrius Simon, 1893 — Африка, Южная Азия
  - Chedima Simon, 1873 — Марокко
  - Diaphorocellus Simon, 1893 — Африка
  - Hybosida Simon, 1898 — Африка, Сейшельские острова
  - Sarascelis Simon, 1887 — Африка, Индия, Малайзия
  - Scelidocteus Simon, 1907 — Африка
  - Scelidomachus Pocock, 1899 — Сокотра
  - Steriphopus Simon, 1887 — Мьянма, Сейшельские острова, Шри-Ланка
- Otiothopinae Platnick, 1999
  - Anisaedus Simon, 1893 — Южная Америка, Африка
  - Fernandezina Birabén, 1951 — Южная Америка
  - Notiothops Platnick, Grismado & Ramírez, 1999 — Чили
  - Otiothops MacLeay, 1839 — Южная Америка, Куба
- Palpimaninae Thorell, 1870
  - Ikuma Lawrence, 1938 — Намибия
  - Palpimanus Dufour, 1820 — Средиземноморье, Африка, Южная Америка, Индия, Узбекистан